# 慶生診所
25°03′53″N 121°31′33″E / 25.064596°N 121.5258159°E
慶生診所，原為慶生醫院，是位於台灣台北市中山區林森北路的一間醫美診所。早期治安不良時期，過去曾被稱為「黑道急救站」，以急救各種刀槍傷而聞名，也創造了無論恩怨，出院再談的默契，保持醫院「刀槍不入」的黑社會秩序。由於過去醫院附近有許多酒店、舞廳等特種行業，常發生許多黑道幫派之間的爭執，因此醫院常為幫派分子進行急救。儘管收取高額的治療費用，但由於其累積多年的刀槍外傷急救經驗，以及不主動通報警方等特點，因此備受當時的幫派分子信賴。而醫院之手術室也不同於一般醫院，以鐵欄杆將內外隔開，以避免干擾手術。

## 歷史
醫院由蔡詠梅於1976年創辦，原址於中山北路2段65巷內，1979年8月1日搬遷至林森北路561號，並於2003年成立汐止分院。因擁有醫院樓層的蔡詠梅之財務問題，使醫院樓層遭到債權銀行誠泰銀行向法院申请查封，迫使醫院於2005年3月16日一度停止營運。之後創辦人蔡詠梅和院長王若潘在東區另開醫美診所，而原醫療團隊則將二至五樓買下，形成醫院急診室不在一樓的特殊景象。
後來臺北市警察局中山分局要求醫院收受治槍械刀傷者一律必須通報，並規劃派駐員警24小時站崗勤務，導致病患流失而經營困難，於是於2006年10月將醫院降級為診所，之後轉型為醫美診所繼續營業。